# Cécile Butticaz
Cécile Butticaz, auch Cécile Biéler-Butticaz (* 2. Juli 1884 in Genf; † 1. Juni 1966 ebenda) war eine Schweizer Ingenieurin. Sie war die erste Europäerin, die Elektroingenieurin wurde.
Cécile Butticaz stammte aus der Familie eines schweizerischen Fabrikdirektors. Sie studierte an der Universität in Genf und besuchte vier Jahre die Ingenieurschule Lausanne (heute École Polytechnique Fédérale de Lausanne) und erlangte dort 1907 ihr Diplom als Elektroingenieur.  Ab 1909 leitete sie ein Ingenieurbüro. 1929 promovierte sie an der Universität Genf in Physik. Nach ihrer Heirat führte sie den Namen Cécile Biéler-Butticaz; ihr Sohn war der evangelische Geistliche und Hochschullehrer André Biéler.